# Power-to-Gas
A Power-to-gas (rövidítve P2G vagy PtG, magyarra a „Villanyenergia gázzá konvertálása” körülírással fordítható, „áram → gáz”-ként lehet hivatkozni rá) egy energiagazdálkodási koncepció, illetve technológia. Ennek alkalmazásával a villamos energiából több lépésben gáznemű tüzelőanyagot állítanak elő, többnyire elektrolízis és kémiai, biológiai eljárások alkalmazásával. Ez a gáz sokkal egyszerűbben és gazdaságosabban tárolható, mint a villamos energia. Főbb felhasználási területei:
- üzemanyagként különösen gépjárművek, repülőgépek és hajók esetén
- vegyipari alapanyagként
- villamos generátorok hajtására is alkalmazható elsődleges tüzelőanyagként gázerőművekben, vagy gázmotorok hajtására
- reverzibilis tüzelőanyag-cellák üzemanyagaként
- földgázhoz hozzátáplálásra
- szintézisgázként közvetlenül felhasználva vagy matanol előállítására
- enzimek kaszkádreakcióival etanol és propanol előállítására

Ez a tüzelőanyag leggyakrabban vagy hidrogén, vagy metán. Az elektrolízis elsődleges terméke az oxigén és a hidrogén. A hidrogént földgázhoz hozzátáplálásra, vagy például a közlekedésben hidrogéncellákhoz lehet közvetlenül felhasználni.
Az elektrolízisből keletkező hidrogén és szén-dioxid felhasználásával például az ún. Sabatier-reakció alkalmazásával vagy más metanizációs eljárásokkal metángáz állítható elő. Ez az átalakítás általában további 8% energiakonverziós veszteséggel jár, de a metán széleskörű felhasználási lehetőségei kompenzálják ezt. További szintézis-eljárásokkal például LPG-vé alakítható. 
Enzimek alkalmazásával az eljárás végterméke etanol vagy propanol is lehet.
A villamos továbbító hálózatokat meglehetősen megterheli a napjainkban terjedő alternatív energiaalkalmazások áramfelvétele, például a villanyautók, a hőszivattyús fűtési rendszerek. A P2G metán alkalmazásához a rendelkezésre álló, már kiépített földgáz-infrastruktúrát lehetne felhasználni, ezáltal:
- ki lehet váltani a nem megújuló földgázt például a P2G metánnal, a fűtési rendszerek erre áthangolhatóak
- a smart grid rendszerekhez lehetne ezzel szállítani a tüzelőgázt, és a villamos energiát decentrálisan ebből előállítani

Ebben az esetben a rendszer össz.-hatásfoka például az egyenáramú energiatovábbító rendszereket is meghaladná.

## A P2G története
A szélenergia segítségével elektromosan előállított hidrogén energiahordozóként történő felhasználási lehetősége már a 19. század közepén felbukkant. Nollet belga professzor nyújtott be erre vonatkozóan egy javaslatot 1868-ban. 1874-ben Jules Verne írt egy hidrogéngazdaságról. Maga az ötlet technikailag először 1895-ben valósult meg, amikor szélerőművek úttörője, a dán Poul la Cour szélerőműhöz csatlakoztatott egy elektrolízis berendezést, mely durranógázt szolgáltatott a közeli Askov iskola megvilágításához. 
A kilenc fokozatú technológiai készültségi skála szerint osztályozva a P2G metántermelés 2017-ben a 7. szint („üzemben lévő prototípus”) és 8. szint („minősített rendszer, amely igazolja a felhasználási területének megfelelő funkcionalitását”) közé került besorolásra.
2018 májusában 128 P2G kutatási és bemutatólétesítmény működött Európában az átadás és a tervezés különböző szakaszaiban; 63 közülük már működött. 
A támogatásoknak köszönhetően napjainkban is nagyon sok pilot-projekt üzemel Nyugat-Európában, főleg Németországban. Ezeknek az elsődleges célja a P2G eljárás továbbfejlesztése és kommercializációja.

## Tárolás és továbbítás
A P2G eljárásokkal biztosítható az energiatermelés és energiafelhasználás kiegyensúlyozása. A csúcsidőn kívüli és többlet villamos energiából az eljárással hidrogén vagy metán állítható elő, ami energiaigény esetén, például csúcsidőben, vagy a megújuló források kiesése esetén ismét villamos energiává alakítható (nyilván ez az oda-vissza alakítás veszteséggel jár, ezt be kell kalkulálni a rendszer működésébe). Hosszútávon például Németországban számolnak a földgázüzem P2G-vel való kiváltásával. 
Nagyon sok helyen a földgázhálózatokat korábban városi gáz továbbítására használták, az 50-60% hidrogént tartalmazott (napjainkban ez az érték nem haladhatja meg a 10%-ot). A földgáz jellemzően 85-98%-ban tartalmaz metánt. A pillanatnyi német földgáz-tárolókapacitás a 200 000 GWh is meghaladja, ami az ország több hónapos energiaigénynek a kielégítésére elég – ezzel szemben például a teljes német szivattyúturbinás tárolókapacitás mindössze 40 GWh. 
Az energiatovábbítás a gázhálózatokon kevesebb mint 0,1% veszteséggel jár, míg a villamoshálózatok vesztesége nagyjából 8%. A kilowatt-óránkénti tárolási költségek becslések szerint 0,10 euróra rúgnak a hidrogén és 0,15 euróra a metán esetén. A meglévő földgázvezetékek P2G használatát az EU NaturalHy projekt és az USA DOE  is vizsgálta.

## Hatásfok
2013-ban a P2G technológiára épülő tárolórendszerek hatásfoka még jóval 50% alatt maradt. Napjainkban a kombinált ciklusú erőművekben a P2G hatásfoka már meghaladhatja a 60%-ot, de ez még mindig jelentősen elmarad a szivattyúturbinás rendszerek (PHES, pumped hydroelectric energy storage) 70-80%-os hatásfokától.
Egy 2015-ben, az Energy and Environmental Science-ben közzétett tanulmány szerint reverzibilis szilárd oxidos tüzelőanyag-cella alkalmazásával és a hulladékhő megfelelő alkalmazásával ez az érték viszonylag alacsony ráfordítással 70%-ra emelhető. 
Egy másik, 2019-ben megjelentetett tanulmány szerint ez a megoldás továbbvihető a technológiai nyomás növelésével, ez esetben már a 80%-os hatásfok sem kizárt.  A fentiek alapján kijelenthető, hogy a technológia napjainkban jelentős továbbfejlesztések alatt áll, az elvárható hatásfok-értékek gyakorlatilag évről-évre javulnak. A lenti táblázat bár jó áttekintést ad az eljárásokról, 2011-es keltezésű, azaz elavultnak tekinthető.
| Tüzelőanyag                                                | Hatásfok                     | Körülmények                                           |
| Konverzió: villanyáram → gáz                               | Konverzió: villanyáram → gáz | Konverzió: villanyáram → gáz                          |
| ---------------------------------------------------------- | ---------------------------- | ----------------------------------------------------- |
| Hidrogén                                                   | 54-72%                       | 200 bar nyomás                                        |
| Metán (SNG)                                                | 49-64%                       | 200 bar nyomás                                        |
| Hidrogén                                                   | 57-73%                       | 80 bar nyomás (földgázvezeték)                        |
| Metán (SNG)                                                | 50-64%                       | 80 bar nyomás (földgázvezeték)                        |
| Hidrogén                                                   | 64-77%                       | nyomás nélkül                                         |
| Metán (SNG)                                                | 51-65%                       | nyomás nélkül                                         |
| Konverzió: villanyáram → gáz → villanyáram                 |                              |                                                       |
| Hidrogén                                                   | 34-44%                       | 80 bar nyomás és 60% villanyáram visszanyerés         |
| Metán (SNG)                                                | 30-38%                       | 80 bar nyomás és 60% villanyáram visszanyerés         |
| Konverzió: villanyáram → gáz → villanyáram + hőhasznosítás |                              |                                                       |
| Hidrogén                                                   | 48-62%                       | 80 bar nyomás és 40-45% villanyáram / hő visszanyerés |
| Metán (SNG)                                                | 43-54%                       | 80 bar nyomás és 40-45% villanyáram / hő visszanyerés |
| Forrás: Fraunhofer IWES, 2011 február (német)              |                              |                                                       |

## Ökológiai egyenleg
A P2G egyik – talán legkomolyabb – előnye, hogy fosszilis források nélkül képes tüzelőanyagot előállítani, így a felhasználás során felszabaduló széndioxid – a teljes folyamatot figyelembe véve – nem növeli a levegő széndioxid tartalmát, azaz a folyamat széndioxid (kibocsátás) semleges :

## Árak
Kijelenthető, hogy a P2G-vel előállított áram jelen árképzés szerint még nem piacképes. Nyilván figyelembe kell venni, hogy ez az energiahordozó megújuló technológiákon alapul, de a technológiája még nem kiforrott, így egyelőre nem tud versenyre kelni a többi (fosszilis eredetű) piaci energiahordozóval:
| Energiahordozó | Ára (adó nélkül) | Ára (adóval) | Egyéb adatok (fűtőérték) |
| --- | ---------------- | ------------ | ------------------------ |
| Benzin (Super) | 7,31 ct/kWh      | 14,8 ct/kWh  | 8,77 kWh/kg              |
| Dízel | 4,73 ct/kWh      | 12,2 ct/kWh  | 9,86 kWh/kg              |
| Földgáz | 2,19 ct/kWh      | 8,2 ct/kWh   | 10-13,9 kWh/kg           |
| Áram | 14,1 ct/kWh      | 30,22 ct/kWh |                          |
| Hidrogén | 12-20 ct/kWh     | 28 ct/kWh    | 33,3 kWh/kg              |
| P2G metán (2020) | 17-25 ct/kWh     |              | 15,39 kWh/kg             |
| P2G metán (2030) | 13-20 ct/kWh     |              |                          |
| P2G metán (2050) | 10-13 ct/kWh     |              |                          |
| A táblázat összehasonlításként a német árakat tartalmazza. Az árak (adóval) oszlopban a 2019-es árak szerepelnek. A P2G árak a jövőbeli becslésekkel együtt szerepelnek. |                  |              |                          |

## A P2G energiagazdálkodási szerepe
Az energiatermelési rendszerekben egyre nagyobb hangsúly jut a megújuló energiák alkalmazásának. Ez egyfelől, főleg környezetvédelmi szempontból egy rendkívül fontos és üdvözlendő fejlemény, de a meglevő struktúrákat, az energiatovábbító és elosztó rendszereket komoly kihívások elé állítja. Az energiatovábbító rendszerek nincsenek igazán felkészülve az új energiaszállítási irányokra, és a hálózati energiatárolás sem megoldott még. 
Jelenleg az energiahálózatok csak nagyon korlátozott mértékben alkalmasak energiatárolásra, de az újonnan felmerülő energiaingadozásokat ezek a rendszerek (például szivattyúturbinás tározóművek) sem képesek lassan a fejlődés dinamikájával követni. A P2G ebből a szempontból egy különleges megoldást kínál, hiszen az megújuló energiákat gázzá alakítja át, így azok a továbbiakban nem a villamoshálózat határait feszegetnék tovább, hanem a sokkal nagyobb és gazdaságosabb gázrendszerek tárolókapacitását terhelnék meg. Ráadásul míg a villamoshálózatban mindig a pillanatnyi energiamennyiséget kell megbízható módon kezelni, a gáztározás esetén ez az időkorlát sokkal tágabb.

## Alkalmazott eljárások

### Áram → metán
Az (angolul power to methane) eljárással a (főleg megújuló forrásokból nyert) villamos áramot első lépcsőben vízbontáshoz használják. Az elektrolízis során nyert hidrogént metanizációs eljárással szén-dioxid hozzáadásával metánná alakítják. Ezt a gázt a földgázhálózatokhoz adagolják, ahonnan aztán a végfelhasználókon kívül például kombinált ciklusú erőművek is tüzelőanyagként veszik fel, illetve üzemanyagként is alkalmazható.

#### Szintetikus metán előállítása
A P2G-vel előállított szintetikus metángáz nagyon fontos szerepet játszhat a megújuló technológiák világában, mivel a villamos energiával szemben alacsony költségvonzattal tárolható, a hagyományos földgázvezetékeken szállítható, a földgázhoz keverhető, illetve (idővel) akár teljes egészében ki is válthatja azt. A P2G eljárás hatékonyságát jelentősen növeli, ha a szintetikus gáz előállításkor keletkező hulladékhő is felhasználásra kerül, például távfűtési célra.

##### Elektrolízis
A víz elektrolízise során az elektródokra vezetett egyenáram nyomán hő, hidrogén és oxigén keletkezik. Az oxigént a P2G eljárások jellemzőn nem használják fel, a folyamat melléktermékeként más célra az eljárásból elvezethető. A keletkező hidrogén közvetlenül is felhasználásra kerülhet, például hidrogéncellás járművek üzemanyagaként. Az elektrolízis folyamata az alábbi reakcióval jellemezhető:
{\displaystyle \mathrm {2\;H_{2}O+energia\leftrightharpoons 2\;H_{2}+O_{2}} }
A hidrogénnek az egyik legnagyobb felhasználója a vegyipar, mely napjainkban még jellemzően a fosszilis földgázból állítja elő a szükséges mennyiséget. A hidrogént többek között a finomítók használják fel, illetve ammónia és metanol előállításához is nagy mennyiségben van rá szükség. Csak Németországban, 2010-ben 60 TWh energiát használtak el előállításához, mely mennyiség legalább részben a megújuló energiával előállított hidrogénnel kiváltható.
A napjainkban zajló P2G fejlesztések egyik fontos célja az elektrolízis eljárás hatásfokának az emelése, a hulladékhő arányának a csökkentése. Ezekben a kutatásokban fontos irány a szilárd oxidos tüzelőanyag-cella fejlesztése.

##### Kémiai metanizáció
A metanizációs eljárások célja az elektrolízissel előállított hidrogén és szén-dioxid felhasználásával metángáz előállítása. A metán a hidrogénnel szemben egyrészt kevésbé illékony (nagyobb a molekulamérete), így könnyebben és hatékonyabban tárolható, másrészt tüzelőanyagként / üzemanyagként könnyebben felhasználható a már meglevő infrastruktúrákkal is. Harmadrészt továbbalakítható etanollá vagy propanollá.
A metán előállítása a következő reakció alkalmazásával történhet:
{\displaystyle \mathrm {4\;H_{2}+CO_{2}\rightarrow CH_{4}+2\;H_{2}O} \qquad \Delta H_{\mathrm {R} }=-164{,}9\,{\frac {\mathrm {kJ} }{\mathrm {mol} }}}
A fenti reakció exoterm, hőfelszabadulással jár. Maga a reakció két rész-reakcióval írható le:
(1) {\displaystyle \mathrm {H_{2}+CO_{2}\rightarrow CO+H_{2}O} \qquad \Delta H_{\mathrm {R} }=+41{,}5\,{\frac {\mathrm {kJ} }{\mathrm {mol} }}}
(2) {\displaystyle \mathrm {3\;H_{2}+CO\rightarrow CH_{4}+H_{2}O} \qquad \Delta H_{\mathrm {R} }=-206{,}4\,{\frac {\mathrm {kJ} }{\mathrm {mol} }}}
Az első részreakció a WGS (Wassergas-Shift-Reaktion) endoterm, végterméke szénmonoxid és víz. A második részreakció egy Fischer–Tropsch-eljárással leírható exoterm folyamat, melynek eredményeként hő, metán és víz keletkezik. Amennyiben a reakció során keletkező hőt egyéb eljárásokra, például víz elgőzölögtetésére használják el, az átalakítás hatásfoka akár 16%-kal növelhető. A berendezés üzemeltetése jól kombinálható biogáz és víztisztító berendezésekkel, ahol sok szén-dioxid keletkezik melléktermékként, és sok hőt (gőzt) igényelnek technológiai eljárásaikhoz. 
Az átalakítás a Sabatier-folyamat felhasználásával is végrehajtható, ilyenkor a reakció magas hőmérsékleten és nyomáson történik, többnyire nikkel katalizátor jelenlétében. A reakció-hatékonyság növelésére ruténiumot és alumínium-oxidot is használnak.

#### Biológiai metanizáció
A metán biológiai előállításának az első lépcsője az elektrolízis, mely (többnyire) ebben az esetben is elektromos árammal történik. Az elektrolízis során viszont ügyelni kell a víz pH semlegességére és szobahőmérséklet fölötti hőmérsékletet kell tartani azt a bioreaktorban. A keletkező hidrogén metánná átalakítását a metanogén archeák (korábbi nevükön ősbaktériumok) végzik el. Ezeknek a mikroorgazmusoknak az alkalmazása lehetővé teszi, hogy alacsonyabb hidrogénkoncentráció esetén is végbemenjen a metanizáció. A biológiai átalakítás több lépcsőben zajlik; A metanogén archeák először kolonizálják a reaktort, majd a katódfelületeken megtelepedne enzimeket választanak ki, ezek segítségével a hidrogént metánná alakítják át.
Egy fejlesztés alatt álló eljárásban a metanizációt közvetlenül a biogázüzemek fermentorában végeztetik el az archeákkal. Az eljárás egyik fontos újítása, hogy ide vezetik be a hidrogént, ahol jelentős mennyiségű széndioxid keletkezik a bomlási folyamatok végeredményeként. Ezzel az eljárással 95%-os metán-hozam érhető el úgy, hogy az itt keletkező hulladékhő továbbra is felhasználható marad.

### Áram → hidrogén
Az áram hidrogénné történő átalakítását jelenleg szinte kizárólag a elektrolízissel valósítják meg. Ez az eljárás voltaképpen az első résztechnológiája a P2G-nek, de természetesen önálló technológiaként is figyelembe lehet és kell venni, főleg annak tükrében, hogy csak Németországban 2010-ben 60 TWh energiát használtak fel a hidrogén előállításhoz. Ezt a hidrogénmennyiséget főleg a vegyipar használja fel, de a hidrogéncellás járművek (autók, buszok, vonatok stb.) is jelentős mennyiségű gázt igényelnek.

### Áram → szintézisgáz
A metán vízgőzzel való reakciójakor (1000 °C, nikkel katalizátor jelenlétében) keletkezik a szintézisgáz (CO és H2 bármilyen arányú elegye), melyből több szerves vegyületet pl. metanolt állíthatnak elő, ezért fontos vegyipari alapanyag. A szintézisgáz az alapanyaga a szintetikus üzemanyagoknak.

### Áram → etanol / propanol
Az etanol és propanol a vegyiparban igen keresett alapanyagoknak számítanak, így a P2G-vel kapcsolatos kutatások is részben ezeknek az alapanyagoknak az előállítására koncentrálnak. Egy nemzetközi kutatócsoport, ami főleg a bochumi Ruhr Egyetem kutatóiból és az Új-Dél-Wales Egyetem szakembereiből állt össze, egy meglehetősen újszerű eljárást talált. Megállapításuk szerint bizonyos enzimek kaszkád-reakcióival (egymást követő spontán reakciófázisok) közvetlenül és biológiai úton is előállítható a P2G végtermékeként az etanol és a propanol. „Az enzimek kaszkádreakcióinak átvitele a katalitikusan aktív nanorészecskékre döntő lépés lehet a katalizátorok tervezésében” – fejti ki az elvet Wolfgang Schumann, a kutatócsoport vezetője. 

## Fordítás
- Ez a szócikk részben vagy egészben  a   Power-to-gas című angol Wikipédia-szócikk ezen változatának fordításán alapul.  Az eredeti cikk szerkesztőit annak laptörténete sorolja fel. Ez a jelzés csupán a megfogalmazás eredetét és a szerzői jogokat jelzi, nem szolgál a cikkben szereplő információk forrásmegjelöléseként.
- Ez a szócikk részben vagy egészben  a   Power-to-gas című német Wikipédia-szócikk ezen változatának fordításán alapul.  Az eredeti cikk szerkesztőit annak laptörténete sorolja fel. Ez a jelzés csupán a megfogalmazás eredetét és a szerzői jogokat jelzi, nem szolgál a cikkben szereplő információk forrásmegjelöléseként.